# 체코 외교부
체코 외교부(체코어: Ministerstvo zahraničních věcí České republiky, MZVČR)는 체코 공화국 정부의 국제 관계를 담당하는 부처로서 외무부 역할을 한다.
체코 외교부는 체코 공화국 총리가 지명하는 외교부 장관이 최고 책임자를 맡는다. 현재 외교부 장관은 2021년 12월 취임한 얀 리파프스키이다.

## 권한
1. 외무 분야의 각 부처 및 중앙 국가 행정 기관과 국가 행정의 위탁 부서의 활동 조정
2. 자국 및 해외 거주 자국민의 권리 및 이익 보호
3. 해외 주재 대사관 관리
4. 자국과 해외의 외국 국가 기관과의 접촉 보장 업무 수행
5. 해외 주재 자산 관리 업무 수행
6. 국제 조약 준비, 협상 및 국가 협상 조정

## 같이 보기
- 체코의 재외공관 목록
- 대한민국-체코 관계